# Scandale à Rome
Pour plus de détails, voir Fiche technique et Distribution.
Scandale à Rome (Roma bene) est un film italien réalisé par Carlo Lizzani et sorti en 1971.
Il est considéré comme un des meilleurs films du réalisateur dans les années 1970. Virna Lisi y interprète une « belle bourgeoise glaciale ».

## Fiche technique
Sauf indication contraire, les informations mentionnées dans cette section peuvent être confirmées par la base de données cinématographiques IMDb,  présente dans la section « Liens externes ».
- Titre original : Roma bene
- Réalisation : Carlo Lizzani
- Scénario : Nicola Badalucco, Edith Bieber, Carlo Lizzani, Luciano Vincenzoni
- Pays de production :  Italie
- Lieu de tournage :  Dino De Laurentiis Cinematografica Studios, Rome
- Photographie : Giuseppe Ruzzolini[3]
- Musique : Luis Bacalov
- Montage : Franco Fraticelli[3]
- Dates de sortie : 
  - Italie : 8 octobre 1971
  - France : 2 août 1973

## Distribution
- Senta Berger : Princesse Dede Marescalli
- Vittorio Caprioli : barone Maurizio Di Vittis
- Franco Fabrizi : Nino Rappi
- Mario Feliciani : Teo Teopoulos
- Philippe Leroy : Giorgio Santi
- Virna Lisi : Silvia Santi
- Nino Manfredi : commissaire Quintilio Tartamella
- Michèle Mercier : Wilma Rappi
- Gastone Moschin : Il monsignore
- Umberto Orsini : Prince Rubio Marescalli
- Irène Papas : Elena Teopoulos
- Annabella Incontrera
- Evi Maltagliati

## Critique
Dans Segnalazioni Cinematografiche, on trouve cette approche un peu simpliste : 
« Un tentativo di satira di costume semplicistico nell'impostazione, dispersivo nella struttura narrativa e completamente fuori registro nei toni che passano bruscamente dal grottesco al drammatico. »
— 

« Une tentative de satire des mœurs simpliste par l'angle de vue, confuse dans la structure narrative et complètement déplacée dans la tonalité, qui passe sans prévenir du grotesque au dramatique »